# Pectinaleyrodes
Pectinaleyrodes es un género de insectos hemípteros de la familia Aleyrodidae, subfamilia Aleyrodinae. El género fue descrito primero por  Bink-Moenen en 1983.

## Especies
La siguiente es la lista de especies pertenecientes a este género.
- Pectinaleyrodes culcasiae (Cohic, 1969)
- Pectinaleyrodes silvaticus (Cohic, 1969)
- Pectinaleyrodes triclisiae (Cohic, 1966)